# Lew Tabackin

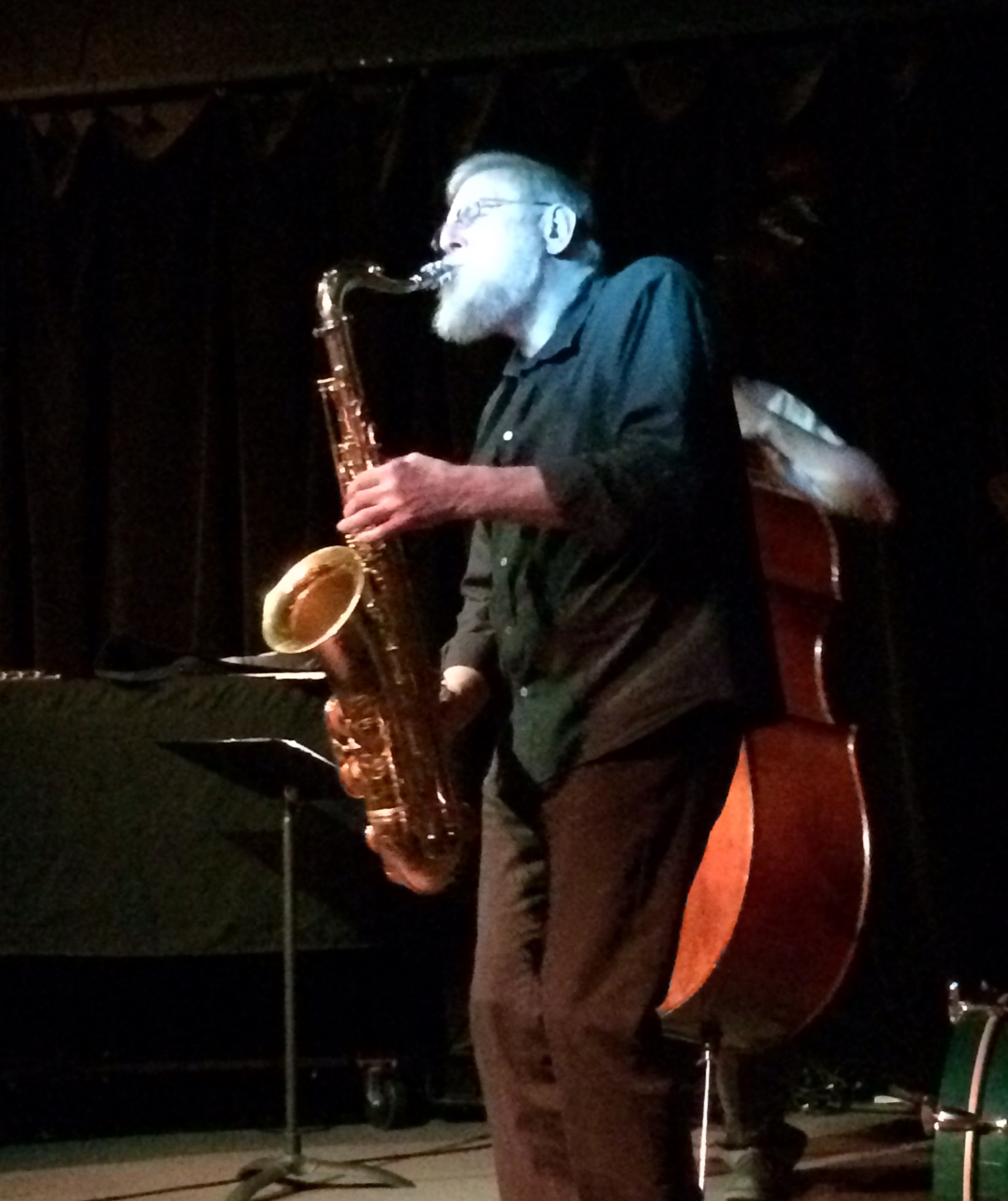
Lew Tabackin

Lew Tabackin (* 26. März 1940 in Philadelphia) ist ein US-amerikanischer Jazzmusiker (Tenorsaxophonist, Flötist und gemeinsam mit seiner Frau Toshiko Akiyoshi Bigband-Leader).

## Leben
Tabackin spielte schon auf der High School Tenorsaxophon und Flöte, studierte ab 1958 am Konservatorium in Philadelphia Flöte und Komposition (bei Vincent Persichetti), wo er 1962 abschloss. Nach einem Zwischenspiel 1962 bis 1965 in der US Army spielte er mit dem Jazz-Gitarristen Tal Farlow und mit Don Friedman. Außerdem spielte er in Bigbands von Cab Calloway, Joe Henderson, Thad Jones/Mel Lewis, Maynard Ferguson u. a. Ende der 1960er Jahre leitete er in Philadelphia ein Trio und spielte in kleineren Gruppen mit Elvin Jones, Donald Byrd, Attila Zoller und Roland Hanna. Er spielte auch in der „Tonight Show“, einer TV-Talkshow mit Dick Cavett, und war in Europa 1968/69 Solist beim Danish Radio Orchestra und beim „Hamburg Jazz Workshop“ des NDR.
1969 heiratete er die Komponistin und Pianistin Toshiko Akiyoshi, mit der er seit 1968 in einem Quartett spielte, 1970/71 in Japan tourte und nach dem Umzug 1972 nach Los Angeles eine langjährige Partnerschaft in eigenen Bigbands begann („Toshiko Akiyoshi-Lew Tabackin Bigband“ bis 1982. Nach dem Umzug nach New York bildeten sie das „Toshiko Akiyoshi Jazz Orchestra feat. Lew Tabackin“), in denen er auch als einer der Hauptsolisten spielte.
In Los Angeles spielte er auch mit Shelly Manne und in eigenen Trios u. a. mit Billy Higgins, John Heard und Charlie Haden, später mit Schlagzeuger Joey Baron und Bassist Michael Moore. 1974 veröffentlichte er ein erstes Album unter eigenem Namen („Lew Tabackin“). In den 1980er Jahren lebte er wieder in New York, gewann mehrere Downbeat-Polls als Flötist und nahm ein beachtetes Album mit Phil Woods auf. In den 1990er Jahren erschienen Alben seiner eigenen Bands beim Concord-Label. Gegenwärtig (2019) leitet Tabackin ein Trio mit dem Bassisten Yasushi Nakamura und dem Schlagzeuger Mark Taylor.

## Diskographie (Auswahl)

### Als Leader
- Desert Lady (Concord, 1989) mit Hank Jones, Dave Holland, Victor Lewis
- I´ll Be Seeing You (Concord, 1992) mit Benny Green, Peter Washington, Lewis Nash
- What A Little Moonlight Can Do (Concord, 1994)dto.
- Pyramid (Koch, 1988–94) mit dem Nederlands Metropole Orkest unter Rob Pronk
- Tenority (Concord, 1996) mit  Randy Brecker, Don Friedman

### Toshiko Akiyoshi/Lew Tabakin Big Band
Siehe Diskografie der Toshiko Akiyoshi/Lew Tabakin Big Band

### Als Sideman
- Donald Byrd: Electric Byrd (Blue Note, 1970)
- Donald Byrd: Kofi (Blue Note, 1995 (1970))
- George Gruntz: The MPS Years (MPS, 1971–80)
- Bennie Wallace: The Art of the Saxophone (Denon, 1987)
- Phil Woods/Lew Tabackin: Phil Woods/Lew Tabackin (Evidence, 1980)